# Cro (rapper)
Carlo Waibel (* 31. ledna 1990), lépe známý jako Cro, je německý rapper, zpěvák, producent a návrhář, který působí pod vydavatelstvím Chimperator Productions. Svou hudbu popisuje jako něco mezi rapem a popem, což nazývá "Raop".

## Život
Cro začal s hudbou ve věku asi deseti let. Učil se hrát na klavír a kytaru. Vyrůstal s bratrem a sestrou a navštěvoval základní školu v Aalenu a poté pokračoval na Stuttgarter Johannes Gutenberg. Po absolvování střední školy získal osvědčení jako mediální návrhář a pracoval nějakou dobu v novinách jako karikaturista. V letech 2006 až 2008 Cro působil pod pseudonymem Lyr1c na internetové platformě Reimliga Battle Arena. V roce 2009 se objevila jeho první skladba s Mixtape Trash také jako Lyr1c. 11. února 2011 byl zveřejněn Mixtape Meine Musik a byl nabídnut ke stažení zdarma.

## Kariéra jako designéra
Od roku 2010 navrhuje vlastní trička pod značkou Vio Vio, které jsou prodávány prostřednictvím webu Blogspot.

## Maska Pandy
Pandí masku nosí Cro při všech hudebních a mediálních vystoupeních, pro Cro to není pouze ''výstřelek''. Díky ní dokáže v osobním životě bez povšimnutí ucházet zájmu veřejnosti. Když byl dotázán, proč nosí právě masku pandu, odpověděl: „To byla ta nejlepší maska, kterou na té stránce měli, takže jsem si ji prostě objednal.“

## Diskografie
- Raop (2012)
- Melodie (2014)
- Tru (2017)

## Turné
- Pandas Gone Wild! Tour (2012) (10 vystoupení)
- Hip Teens Wear Tight Jeans 2012 Tour (s Rockstah a Ahzumjotem, 2012) (17 vystoupení)
- Road to Raop Festival Tour (2012) (20 vystoupení)
- Raop Tour (2012–13) (44 vystoupení)
- Cro Open Air Tour 2013 (2013) (14 vystoupení)
- Předskokan na Madconovo Glow Tour (2011) (8 vystoupení)